# Eleanor Steber
Eleanor Steber (Wheeling, Virginia Occidental; 17 de julio de 1914-Langhorne, Pensilvania; 3 de octubre de 1990) fue una soprano estadounidense. 
Una de las más versátiles y completas sopranos estadounidenses,  favorita de directores como Bruno Walter, Sir Thomas Beecham, Erich Leinsdorf y George Szell, actuó en el Metropolitan entre 1940 y 1961.
Igualmente efectiva en Mozart, Wagner, Puccini, Strauss o Verdi, Steber fue una soprano de radiante timbre y flexibilidad a menudo no íntegramente valorada en su época. Notable como Donna Anna, Fiordiligi, la Condesa, Madama Butterfly, Tosca, Elisabetta, Desdemona, Manon Lescaut, Elsa, Louise, Casandra, Margarita, la Emperatriz y otras.
Muy apreciada en San Francisco, Glyndebourne, Viena, Edimburgo, Chicago y el Festival de Bayreuth (la primera estadounidense en actuar después de la Segunda Guerra Mundial) fue desplazada en el Metropolitan Opera de Nueva York en repertorio italiano debido a la rivalidad entre Renata Tebaldi y  Maria Callas. En el Met fue la primera Arabella (1955) y  Marie en  Wozzeck (1959). En 1958 fue quien estrenó la ópera Vanessa de Samuel Barber, luego que Maria Callas y Sena Jurinac lo rechazaran. Su tormentosa relación con el Met terminó en 1961 pero reapareció para la gala despidiendo el viejo teatro en 1966. 
Distinguida recitalista, encargó a Samuel Barber el poema sinfónico con soprano solista Knoxville: Summer of 1915 que estrenó en 1948.
Fue muy popular en programa de televisión de esas décadas como The Voice of Firestone y The Bell Telephone Hour.
Enseñó en el Cleveland Institute of Music (1963-1972),  Juilliard School y el New England Conservatory of Music.
Su autobiografía fue publicada póstumamente (Eleanor Steber: An Autobiography).

## Discografía de referencia
- Barber: Knoxville Summer Of 1915 / Schippers
- Barber: Vanessa / Mitropoulos 1958
- Berlioz: Les Troyens / Lawrence 1960
- Berlioz: Les nuits d'eté / Mitropoulos 1954
- Mozart: Così fan tutte / Stiedry 1952
- Mozart: Le nozze di Figaro / Walter 1944
- Puccini: La fanciulla del West / Mitropoulos
- Puccini: Madama Butterfly / Ormandy
- Strauss: Die Frau ohne Schatten / Böhm
- Strauss: Arabella / Kempe 1955
- Strauss: Der Rosenkavalier / Reiner 1939
- Strauss:  Cuatro últimas canciones / Levine 1970
- Wagner: Lohengrin / Keilberth, Bayreuth, 1953